# Juan Martín de Pueyrredón megye
Juan Martín de Pueyrredón egy megye Argentína középső részén, San Luis tartományban. Székhelye San Luis.

## Népesség
A megye népessége a közelmúltban a következőképpen változott:
| Év   | Lakosság |
| ---- | -------- |
| 2001 | 167 670  |
| 2010 | 204 019  |